# Stazione di Ariake
La Stazione di Ariake (有明駅?, Ariake-eki) è una stazione ferroviaria di Tokyo, si trova sull'isola di Odaiba nel quartiere di Kōtō e serve il people mover Yurikamome. La stazione è vicina al Tokyo Big Sight, un importante edificio adibito a convegni e alla stazione di Kokusai Tenjijō, dove è possibile cambiare con la linea Rinkai. La stazione è dotata di un terzo binario per i treni che non proseguono oltre.

## Linee

### People Mover
- Yurikamome